# Лао Шэ
Ла́о Шэ (老舍, пиньинь: Lǎo Shě; настоящее имя Шу Цинчунь, Shū Qìngchūn, 舒慶春; 3 февраля 1899 — 24 августа 1966) — видный китайский прозаик, драматург, публицист, более известный реалистической и сатирической прозой; один из ведущих мастеров национальной литературы. По матери имеет маньчжурское происхождение. «Лао Шэ» нечто вроде фамильярной производной от его имени (букв. «Старина Шэ»).

## Биография
Рос в бедной семье. В раннем детстве потерял отца, погибшего во время усмирения восстания Ихэтуаней. С шести лет обучался в частной школе, через несколько лет перешел в государственную начальную школу. После окончания Лао Шэ удалось поступить за казённый счет в педагогическое училище. В 1917 году заканчивает училище и сразу же становится директором одной из пекинских начальных школ. Преподает язык и литературу в средней школе при Нанькайском университете в Тяньцзине. В 1919 возвращается в Пекин, поступает вольнослушателем в Яньцзинский университет, изучает английский язык. После «литературной революции», произошедшей в связи с событиями «движения 4 мая» публикует в студенческом журнале свой первый рассказ.
В 1924 году уезжает в Великобританию преподавать китайскую словесность сначала в Лондоне, а затем и в Оксфорде. В 1926 году Лао Шэ публикует свой первый роман «Философия почтенного Чжана» в литературном журнале «Сяошо юэбао» («Ежемесячник прозы»). В марте 1927 года в том же журнале печатается следующий роман «Мудрец сказал». В мае 1929 — роман «Двое Ма».
В 1929 году Лао Шэ уезжает из Англии обратно в Китай, задержавшись по пути сначала на три месяца в Париже, а затем на полгода в Сингапуре, где он преподает в школе для китайских поселенцев. В это время была написана повесть «День рождения Сяопо» — последняя напечатанная в журнале «Сяошо юэбао». В Китае Лао Шэ селится вначале в Пекине, переименованном в Бэйпин, а затем в городках Цзинань и Циндао.
В Цзинани Лао Шэ пишет роман «Даминху», так и не вышедший в свет. В 1932 году произведение погибло, когда в типографию попала японская бомба.
В 1933 году издаются романы «Развод» и «марсианская антиутопия» «Записки о кошачьем городе», в 1934 — «История Небесного Дара», в 1936 (журнальная публикация) — «Рикша».
В 1937, после японского вторжения в Китай, Лао Шэ пишет ряд публицистических статей, где призывает объединить усилия для отпора врагу. Затем следует переезд в Ухань, где он с группой единомышленников организует выпуск журналов «Кан дао ди» («Сопротивляться до конца») и «Жэньжэнь кань» («Чтение для всех»). В марте 1938 в Чунцине, временной столице Китая, создаётся «Всекитайская ассоциация работников литературы и искусства по отпору врагу» и Лао Шэ занимает один из главных постов, координируя и направляя её работу. Во время войны им созданы пьеса «Чжан Цзычжун» и роман «Огненное погребение». Почти пять лет у Лао Шэ занял роман «Четыре поколения одной семьи» — сначала в Китае, а затем и в США, куда он уехал читать лекции. В США этот роман издавался в сокращенном варианте, под названием «Желтая буря». В Нью-Йорке также был написан роман «Сказители».
13 октября 1949, через 13 дней после провозглашения Народной республики в Китае, Лао Шэ возвращается из Сан-Франциско в Китай. За следующие шестнадцать лет он написал множество пьес и очерков, повесть, а также оставшийся неоконченным роман «Под пурпурными стягами».
Летом 1966 года Лао Шэ попал в больницу. Когда он вышел из неё, в Пекине вовсю царила «культурная революция». 23 августа он отправился на работу. Согласно свидетельству его сына Шу И, Лао Шэ вступился за сослуживцев, ставших жертвами хунвэйбинов, и был избит до полусмерти. Чтобы спасти его в тот момент, пришлось объявить его «действующим контрреволюционером», которых полагалось передавать в руки полиции. Поздно вечером Лао Шэ вернулся домой, а спустя сутки его тело нашли на окраине города, в озере Тайпинху. Труп был в одном белье, верхняя одежда лежала на берегу. По воде плавали листки бумаги, которые сразу же были конфискованы полицией (семье даже не удалось на них взглянуть). Сейчас в Китае считается, что писатель покончил с собой, хотя до сих пор некоторые считают данное утверждение спорным.

## Произведения
- «Философия почтенного Чжана» (老张的哲学), роман (1926)

- «Мудрец сказал» (赵子曰), роман (1927)

- «Двое Ма» (二马), роман (1929)

- «День рождения Сяопо» (小坡的生日), повесть-сказка (1931)

- «Записки о кошачьем городе» (猫城记), роман (1932)

- «У храма Великой Скорби» (大悲寺外), рассказ (1933)

- «Развод» (离婚), роман (1933)

- «История небесного дара» (牛天赐传), роман (1934)

- «Серп луны» (月牙儿), рассказ (1935)

- «Разящее копье» (断魂枪), рассказ (1935)

- «Рикша» (骆驼祥子), роман (1936)

- «Моя жизнь» (我这一辈子), повесть (1937) (экранизирована в  1950 году)

- «Генерал Чжан Цзычжун» (张自忠), пьеса

- «Огненное погребение» (火葬), роман (1944)
- «Женщина из деревни Лютунь», рассказ (1944)

- «Четыре поколения одной семьи» (四世同堂), роман (1944—1948)

- «Солнечный свет» (阳光), рассказ

- «Сказители» (鼓书艺人), роман (1949)

- «Канава Драконов ус» / «Лунсюйгоу» （龙须沟), пьеса (1950)

- «Чайная» (茶馆), пьеса (1957)

- «Под пурпурными стягами» (正红旗下), роман (1962)

## Издания на русском языке
- Лао Шэ. Рикша. / Пер. с кит. — М.: Государственное издательство художественной литературы, 1956. — 90 000 экз.
- Лао Шэ. Последняя монета: Рассказы. Пер. с кит. // Сост. А. А. Файнгар; отв. ред. В. Ф. Сорокин. — М.: Изд-во восточной литературы, 1965. — 118 с. — 14 000 экз.
- Лао Шэ. Избранное: Сборник. Пер. с кит. // Сост. и ред. А. А. Файнгар; предисл. Н. Т. Федоренко. — М.: Радуга, 1982. — 512 с. (Мастера современной прозы)
- Лао Шэ. Сказители. / Пер. с кит. Н. А. Спешнева. — М.: Радуга, 1986.
- Лао Шэ. Избранные произведения / Сост. Е. Рождественской-Молчановой; вступ. ст. В. Сорокина. — М.: Худож. лит., 1991. — 703 с. (Библиотека китайской литературы) ISBN 5-280-01338-2

- Лао Шэ. День рождения Сяопо: Повесть-сказка; История Небесного дара: Роман / Пер. с кит.— М.: Дет.лит., 1991. — 302 с.
- Лао Шэ. Юмор: [Юморист. миниатюры]/ Пер. с кит., сост. и вступ. ст. Н. А. Спешнева. — СПб.: Изд-во СПбГУ, 1997 — 96 с. — ISBN 5-288-01892-8
- Лао Шэ. Под пурпурными стягами / Сост., предисл., пер. Д. Н. Воскресенского. — М.: Вост. лит., 2007. — 200 с.
- Лао Шэ. Записки о кошачьем городе. / Сост., предисл. Д. Н. Воскресенского. — М.: ИВЛ, 2014. — 576 с. — (Библиотека китайской литературы)